# Послание Ивана Грозного Фердинанду I
Послание русского царя Ивана Грозного императору Священной Римской империи Фердинанду I Габсбургу было написано в феврале 1560 года. Это был дипломатический документ из царской канцелярии, однако его стиль заметно отличается от стиля такого рода. Исследователи полагают, что письмо было составлено лично царём, а потому может считаться первым его произведением. В нём Иван Грозный объясняет, почему начал Ливонскую войну.

## Контекст и содержание
В 1558 году русская армия вторглась в Ливонию, взяла Нарву и Дерпт. Это стало началом большой войны, в ходе которой царь Иван IV намеревался подчинить себе всю Восточную Прибалтику. Магистр Ливонского ордена, номинально считавшегося частью Священной Римской империи, обратился за помощью к императору Фердинанду I Габсбургу. Гонец последнего Иероним Гофманн привёз в Москву грамоту с обращённой к царю просьбой вывести войска из Ливонии. Ответом на это стало письмо, датированное 20 февраля 1560 года.
Главная тема послания — причины, по которым Москва начала войну с Ливонией. К 1560 году существовала официальная версия, не раз излагавшаяся в переписке с европейскими правителями; в ней фигурировали отказ ливонцев от выплаты дани и притеснения русских купцов. В письме к Фердинанду появляется новое объяснение, противоречащее данным всех остальных источников. Согласно этому документу, ливонцы захватили православные храмы, надругались над ними («на тех, церковных местех сделали исход гноем человеческим»), начали жечь, колоть и «метать в смрадные места» иконы. Все эти эксцессы автор послания называет прямым следствием того, что ливонцы обратились в лютеранскую «ересь». Утверждается, что царь долго пытался увещевать руководство ордена, но потерпел в этом неудачу и только тогда начал войну.

## История текста
При императорском дворе не нашлось людей, знающих русский язык, поэтому Фердинанд переслал царское послание в Щецин и попросил местного князя Барнима IX помочь с переводом. В 1561 году немецкий текст был издан отдельной брошюрой. В 1834 году его перевели на латынь, в 1843 году — на русский язык. Оригинальный текст был найден только в XX веке в воеводском архиве Щецина (это была копия, созданная для Барнима) и опубликован в Польше.
Учитывая наличие в послании ряда оригинальных утверждений и мотивов, нехарактерных для официальной дипломатической переписки, исследователи полагают, что Иван Грозный лично участвовал в его написании. По мнению Якова Лурье, царь пытался нейтрализовать таким образом Фердинанда I. Борис Флоря считает, что отправка послания не преследовала политических целей: это был вызывающий жест, понадобившийся царю, чтобы утвердиться в собственной правоте.